# Bel Kaufman

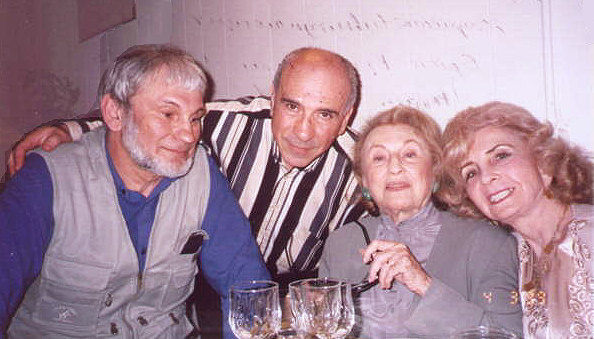
Gruppenbild aus dem Jahr 2001, Bel Kaufmann ist die zweite von rechts.

Bel Kaufman (* 10. Mai 1911 in Berlin; † 25. Juli 2014 in Manhattan) war eine ukrainisch-amerikanische Schriftstellerin.

## Leben
Kaufman wurde in Berlin als Tochter einer jüdischen Familie aus der Ukraine geboren und in Odessa erzogen. Ihr Großvater mütterlicherseits war Scholem Alejchem. 1922 emigrierte die Familie in die USA. Sie studierte an der Columbia University sowie am Hunter College. Ihr bekanntestes Werk ist Up the Down Staircase (Die Abwärtstreppe rauf), 1954 veröffentlicht und 2022 erstmal ins Deutsche übersetzt. In der Verfilmung ihres Romans spielte sie eine Nebenrolle.
Sie starb im Alter von 103 Jahren.
Kaufman heiratete in erster Ehe Sydney Goldstine, mit dem sie zwei Kinder hatte. In zweiter Ehe war sie mit Sidney Gluck verheiratet.

## Werke
- 1954: Up the Down Staircase
  - deutsch: Die Abwärtstreppe rauf. Aus dem Amerikanischen von Alexandra Berlina. FVA 2022, ISBN 978-3-627-00301-2